# Rakusu
Een rakusu (絡子) is een kledingstuk dat wordt gedragen door zenboeddhisten die de boeddhistische geloften hebben ontvangen. Ter voorbereiding op de ceremonie waar deze geloften worden uitgesproken (Jukai) maakt de leerling de rakusu uit 16 stroken stof die aan elkaar worden genaaid volgens een vast blokpatroon in vijf kolommen. De kleur van de rakusu kan variëren. Vaak zijn bepaalde kleuren voorbehouden aan de leraar. Ook kan de kleur een indicatie zijn voor de stroming of de Sanga. De Igiboso (威儀細) gedragen door zuiver landboeddhisten lijkt op de rakusu, maar heeft geen ring.

## Geschiedenis
De rakusu is afgeleid van de kāṣāya (Kesa of Okesa, 袈裟), dat wordt gedragen door boeddhistische monniken en nonnen. Er worden diverse verklaringen gegeven voor het ontstaan van de rakusu. Aangenomen wordt dat de oorsprong ligt in China. Tijdens de regeringsperiode van keizer Tang Wuxong werden boeddhisten vervolgd. Aanhangers konden de rakusu, als miniatuur versie van de kāṣāya, verborgen dragen onder de kleding. Een andere verklaring is dat een rakusu door Zen monniken is ontwikkeld omdat een kāṣāya onhandig zou zijn om te dragen tijdens dwangarbeid. Japans onderzoek zou aantonen dat de rakusu in Japan is ontwikkeld tijdens de Edoperiode waarin het dragen van kleding door monniken werd gereguleerd. Ian Kishizawa schrijft in zijn boek Kesakudoku Ko-wa dat de rakusu is ontwikkeld in de negentiende eeuw tijdens de Meiji-restauratie.
Het dragen van de rakusu werd algemeen in Japan tijdens de opkomst van de diverse zenscholen. Begin twintigste eeuw werd door de Sōtōschool de licentie voor het fabriceren van religieuze kleding uitgegeven aan fabrikanten. Hierbij werden strikte voorwaarden gesteld aan de stof en het design. Het machinaal fabriceren van deze kleding is echter niet in overeenstemming met de traditie dat boeddhistische gewaden door de drager zelf gemaakt dient te worden. Om monniken en leken aan te sporen zelf hun gewaden te maken richtte Sawaki Kõdõ rond 1930 de Fukudendai beweging op. Hij liet zich hierbij inspireren door Dogen. Volgens Dogen is een boeddhistisch gewaad de belichaming van de Boeddha-natuur en kan daarmee niet gebonden zijn aan regels of grenzen. Deze opvatting komt terug in het "Vers van de Kesa" (Takkesa no ge, 搭袈裟の偈):
| 大哉解脱服 | Dai sai gedappuku | Groots kleed van bevrijding       |
| 無相福田衣 | Musō fukuden e    | Een vormloos veld van mededogen   |
| 披奉如來教 | Hibu nyorai kyo   | Ik draag de leer van de Tathāgata |
| 廣度諸衆生 | Kōdo shoshu jo    | Alle levende wezens bevrijdend    |

## Symboliek
De rakusu staat symbool voor het gewaad wat Gautama Boeddha droeg op zijn zoektocht naar verlichting. Volgens de legende keurde hij het dragen van nieuwe kleren af en maakte hij zijn gewaden zelf. Hij verzamelde afgedankte stukken stof wat hij vond op afvalhopen en crematieplaatsen, waarna hij deze desinfecteerde met saffraan. Hierdoor kreeg de stof een oranje gouden gloed. Deze legende heeft geleid tot de traditie dat boeddhistische gewaden door de drager zelf gemaakt dienen te worden uit vodden, dit gewaad heet een Okesa (Sanskriet: Pāmsūda of Pāmsūla,Japans: Funzō-e, 糞掃衣). Tijdens het maken van de rakusu wordt bij elke steek een Gatha gereciteerd.
Het blokkenpatroon van de rakusu zou een verwijzing zijn naar de rijstvelden. Volgens de legende verzocht Gautama Boeddha zijn leerling Ãnanda een gewaad te ontwerpen. Dit op verzoek van de boeddhistische koning Bimbisãra zodat een boedditische monnik aan het gewaad te herkennen zou zijn. In de Kasibhdradvdja Soetra vergelijkt Gautama Boeddha het werken in een rijstveld met het pad naar verlichting: zoals een boer het land cultiveert, zo cultiveert een monnik zijn lichaam en geest op weg naar verlichting. Verder staan de stroken symbool voor begoocheling en verlichting. Door de stroken tijdens het maken van de rakusu aan elkaar te naaien erkent de drager dat beiden voor hun bestaan afhankelijk zijn van elkaar: zonder begoocheling kan er geen verlichting zijn.
De ring van de rakusu, aan de linkerzijde ter hoogte van het hart, heeft geen functie en is afgeleid van de Kesa waar deze wordt gebruikt voor het fixeren van het gewaad over de schouder. De fukudenkai beweging heeft ertoe geleid dat de ring soms wordt weggelaten bij de Sōtō school.
De kleur van de rakusu is vaak een indicatie voor de rol van de drager binnen de sangha. De kleur bruin is bijvoorbeeld voorbehouden aan leraren die dharmatransmissie hebben ontvangen en bevoegd zijn les te geven. Op de achterzijde van de halsband is een symbool geborduurd wat een indicatie is voor de zenschool waaraan de drager van de rakusu zich verbonden heeft. Het symbool voor de Sōtōschool is een gebroken dennenaald. De Rinzaischool wordt gerepresenteerd door een berg in de vorm van een driehoek, terwijl de Ōbaku school een zespuntige ster als symbool heeft.
De achterzijde van de rakusu is wit. Vaak wordt deze zijde gebruikt om de dharmanaam van de leerling, de naam van de leraar, de plaats en datum van Jukai of een vers te schrijven.
Na de ochtendperiode van meditatie (zazen) wordt tijdens het reciteren van het vers van de Kesa de gevouwen rakusu op het hoofd gelegd. Dit gebruik is vastgelegd in de Àgamasoetra en werd in de dertiende eeuw door Dogen Zenji opgemerkt in Chinese kloosters in Tien-tung-shan. Hij schrijft hierover in de Kesa kudoku (袈裟功徳) een onderdeel van zijn werk Shōbōgenzō. Een Chinese mythe uit de zevende eeuw beschrijft hoe een boomgod Gautama Boeddha een gewaad geeft om hem te beschermen tegen Mara. Hij vraagt hem het gewaad op het hoofd te dragen tot hij de verlichting zou hebben bereikt
Bij het aandoen wordt de rakusu kort voor het voorhoofd gehouden. Vaak is dit het moment waarop de geloften worden herhaald.

## Afbeeldingen

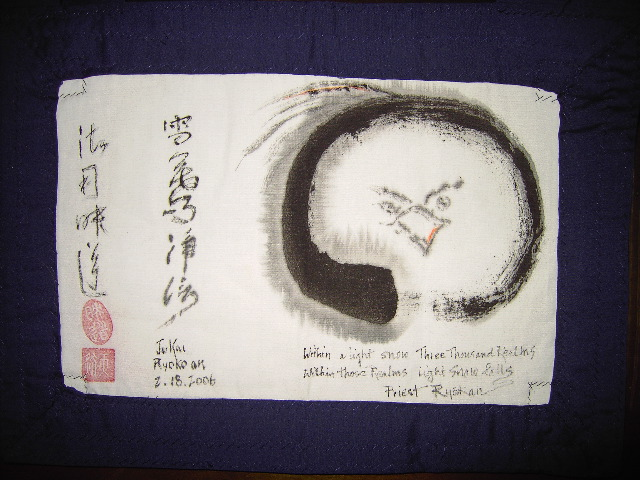
Achterzijde rakusu
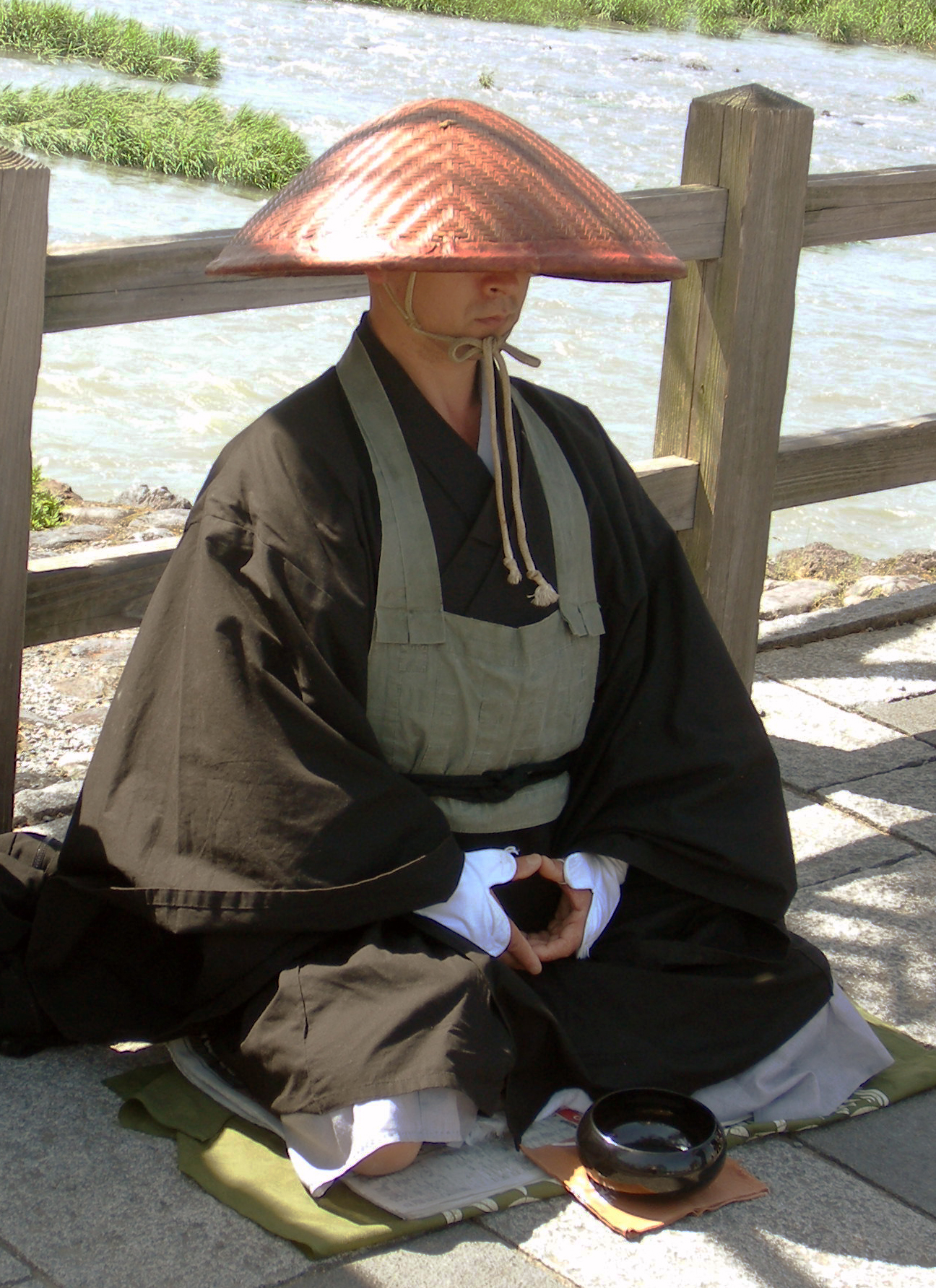
Monnik met rakusu (zonder ring)
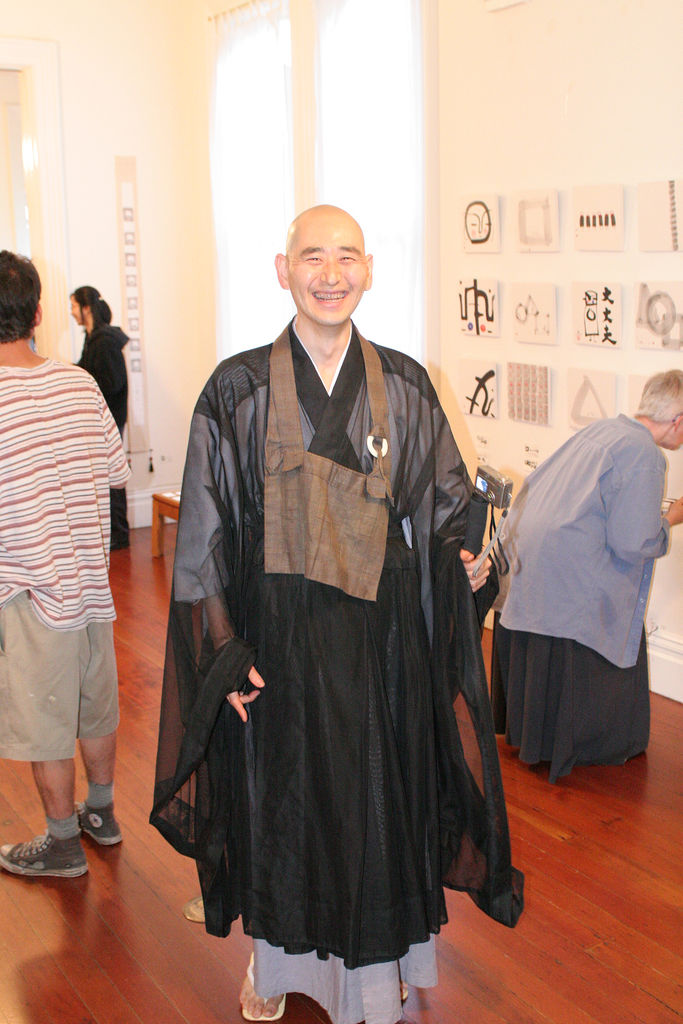
Monnik met rakusu (met ring)
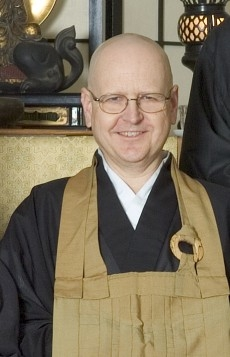
Zenleraar Kyogen Carlson met rakusu